# 수원보호관찰소 여주지소
수원보호관찰소 여주지소는 수원보호관찰소의 보호관찰, 사회봉사·수강명령 집행과 판결전조사 · 환경조사 및 범죄예방 활동 등의 업무를 분장 · 수행하기 위하여 설립된 대한민국 법무부 범죄예방정책국 예하 수원보호관찰소 소속기관으로 여주지소장(4급)은 서기관으로 보한다. 경기도 여주시 세종로45번길 25에 위치하고 있다.